# Ostatnia szansa tego rapu
Ostatnia szansa tego rapu – jedyny album studyjny polskiego zespołu hip-hopowego Tabasko. Został wydany 3 kwietnia 2012 roku nakładem wytwórni Asfalt Records. Za produkcję muzyczną w większości odpowiadali: duet producencki z Holandii Killing Skills i O.S.T.R.; współautorem muzyki do utworu „Brak zaufania” był producent ScoleX. Płyta została zarejestrowana w okresie od września 2011 do lutego 2012 r. w holenderskim studiu Killing Skills. Autorem okładki był fotograf Paweł Fabjański, autor wielu innych okładek płyt O.S.T.R., w tym albumu Tabasko z 2002 roku.
Album został wyróżniony tytułem „Polska Płyta Roku 2012” w Plebiscycie WuDoo i Hip-hop.pl zdobywając największą łączną liczbę głosów słuchaczy audycji i czytelników portalu.

## Lista utworów
Źródło.
1. „Początek drogi” (produkcja: Killing Skills)[A]
2. „Dzieci kwiaty” (produkcja: Killing Skills, O.S.T.R.)[B]
3. „Słuchawki” (produkcja: Killing Skills)
4. „Brak zaufania” (produkcja: Killing Skills, ScoleX)
5. „Bawię się jak chcę” (produkcja: Killing Skills, O.S.T.R.)
6. „Jak masz problem” (produkcja: Killing Skills, O.S.T.R.)
7. „Otwieramy myśli” (produkcja: Killing Skills, O.S.T.R.)
8. „Sprawa honoru” (produkcja: O.S.T.R.)
9. „No i co, że to skit” (produkcja: Killing Skills, O.S.T.R.)
10. „Wychowani w Polsce” (produkcja: Killing Skills)[C]
11. „Zachłanność” (produkcja: Killing Skills, O.S.T.R.)
12. „Lustro” (produkcja: Killing Skills, O.S.T.R.)
13. „Odcinamy prąd” (produkcja: Killing Skills, O.S.T.R.)
14. „Dzięki” (produkcja: Killing Skills, O.S.T.R.)
15. „Tak o niczym na koniec” (produkcja: Killing Skills) (bonusowy utwór)

Notatki
- A^ W utworze wykorzystano sample z piosenki „On Stranger Tides” w wykonaniu Blackbeard’s Demise[11].
- B^ W utworze wykorzystano sample z piosenek „Boarding Pass” 100% Pure Poison, „The Realm” C’hantal oraz „Here We Go (Live at the Funhouse)” Run-D.M.C.[11]
- C^ W utworze wykorzystano sample z piosenki „West Side” w wykonaniu CocoRosie[11].